# Léon Laspougeas
Léonard Laspougeas, dit Léon Laspougeas, né en 1845 à Janailhac et mort en 1918, est un forgeron et inventeur autodidacte français considéré comme un des pionniers de la construction automobile.

## Biographie
Né en 1845 dans le hameau de Maumont sur la commune de Janailhac, Léon Laspougeas devient apprenti forgeron en 1863 puis s’installe en 1866 comme forgeron dans le village voisin de Saint-Priest-Ligoure, au moment de son mariage.
Passionné de mécanique,, illettré mais opiniâtre, il décide de se lancer seul dans la construction d’un moteur à pétrole. Sans plan, il conçoit et usine lui-même les pièces mécaniques dans sa forge. Pour les pièces de fonderie, il fabrique ses modèles en bois puis les fait couler à la fonderie Maridet à Limoges.
En 1896, il achève la construction d’un véhicule automobile dont un seul exemplaire sera produit. Léon Laspougeas décède en 1918, sans avoir pu réaliser son autre rêve qui était la construction d’un aéroplane.

## La voiture
Conçue sur la base d’un tombereau agricole, la voiture est un char à bancs où Léon Laspougeas installe son moteur monocylindre avec bielle à l’air libre. Le véhicule est doté d’un volant avec direction à crémaillère, d’une boîte trois vitesses plus marche arrière, de freins à collier, d’un train avant monté sur ressorts à pincettes, d’un refroidissement par eau avec pompe entraînée par le villebrequin, de roulements à graisseur et d’un différentiel à cliquet. Les roues sont en bois cerclé de fer,.

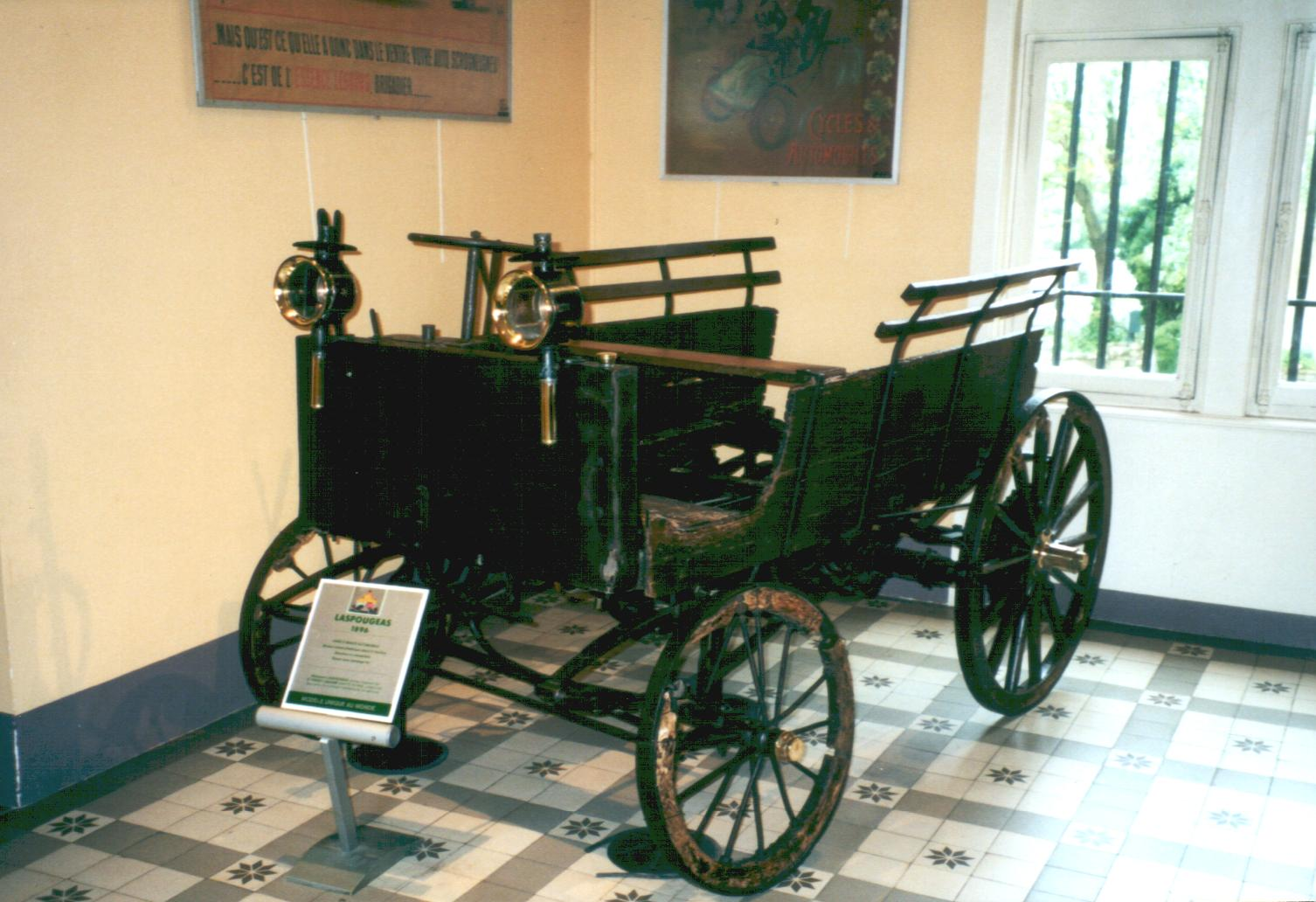
La voiture de Léon Laspougeas (1896). Musée Henri Malartre à Rochetaillée-sur-Saône.

Avec une vitesse de pointe de 30 km/h, la voiture peut transporter huit personnes et va parcourir environ 3000 kilomètres sur les routes du canton, faisant régulièrement le trajet jusqu’à Saint-Yrieix-la-Perche, à 20 km de Saint-Priest-Ligoure. Elle sert jusqu’en 1914, avant d’être remisée dans une grange.
Cédée en 1958 à Henri Malartre, précurseur de la préservation du patrimoine automobile, la voiture rejoint en 1960 le musée créé par ce dernier au château de Rochetaillée-sur-Saône, où elle est toujours exposée.

## Hommages
- Une rue porte son nom dans le village de Saint-Priest-Ligoure[5].
- Une plaque commémorative a été apposée en 2021 devant sa maison à Saint-Priest-Ligoure[6].